# Chamotte

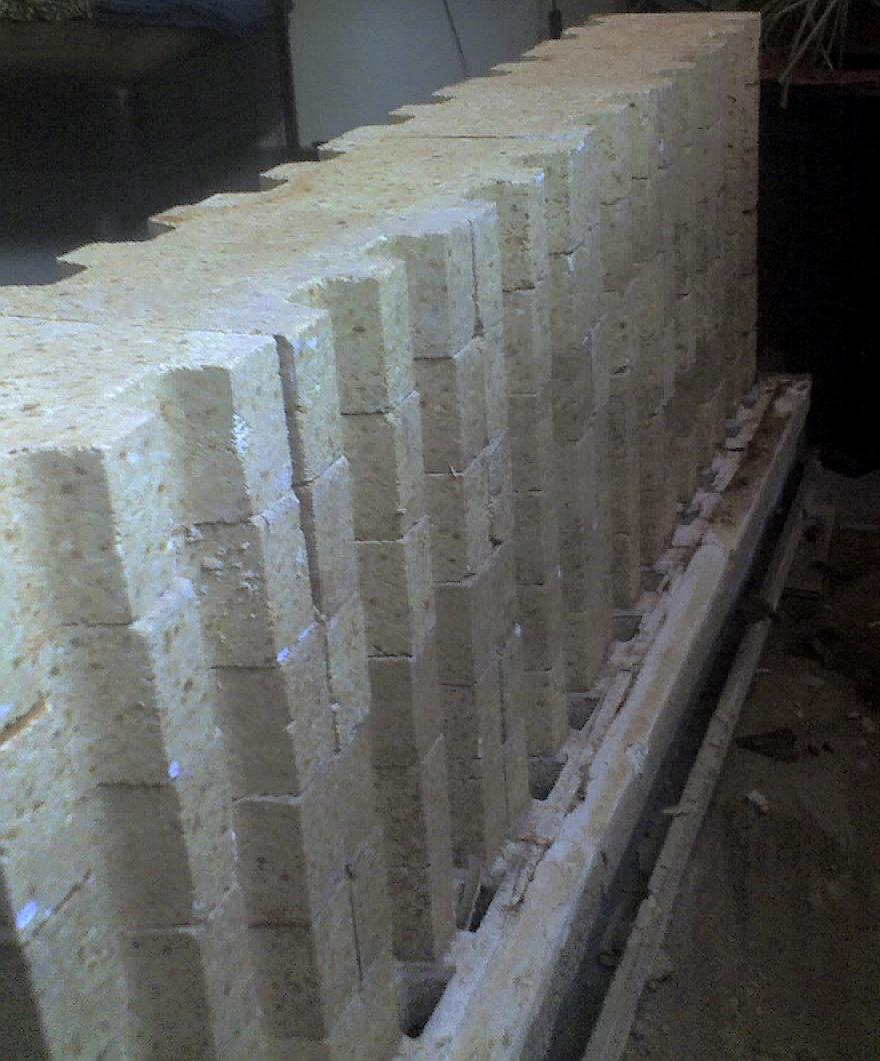
Chamotte

Chamotte är bränd lera, exempelvis krukskärvor, som i krossat tillstånd används som utfyllnadsmaterial vid produktion av keramiska föremål - den brända leran skall helst vara så lik den obrända som möjligt. Chamottelera krymper mindre än vanligt vid bränningen.
Det är ett vanligt material i keramik som skall tåla hög temperatur, ugnsväggar mm. Tegel innehåller ofta chamotte.
Förutom av själva chamotten beror eldfastheten främst på den använda lerans eldfasthet, men den är hos goda chamottevaror så stor, att dessa utan att förändra form kan tåla starkt vitglödande hetta.
Då chamottevaror lätt tar upp fuktighet och spricker vid oförsiktig uppvärmning i fuktigt tillstånd, bör de förvaras torrt. Därför måste t.ex. kakelugnar, som är fodrade med chamottesten torkas genom försiktig uppvärmning första gången de används.
För uppmurning av chamottesten används så kallat chamottemörtel (chamottebruk), som består av eldfast lera som gjorts mager genom inblandning av chamottepulver.
Chamotte är vanligt som magringsmedel i stridsyxekulturens keramik.